# Tian Liang
Dans ce nom chinois, le nom de famille, Tian, précède le nom personnel.
Tian Liang, né le 27 août 1979 à Chongqing, est un acteur et plongeur chinois.

## Palmarès
- Jeux olympiques
  - Athènes 2004
    -  Médaille d'or en plongeon synchronisé à 10 mètres avec Yang Jinghui (en)
    -  Médaille de bronze en plongeon à 10 mètres

  - Sydney 2000
    -  Médaille d'or en plongeon à 10 mètres
    -  Médaille d'argent en plongeon synchronisé à 10 mètres avec Hu Jia

- Championnats du monde
  - Barcelone 2003
    -  Médaille de bronze en plongeon à 10 mètres
    -  Médaille de bronze en plongeon synchronisé à 10 mètres avec Hu Jia

  - Fukuoka 2001
    -  Médaille d'or en plongeon à 10 mètres
    -  Médaille d'or en plongeon synchronisé à 10 mètres avec Hu Jia

  - Perth 1998
    -  Médaille d'or en plongeon synchronisé à 10 mètres avec Sun Shuwei
    -  Médaille d'argent en plongeon à 10 mètres

- Coupe du monde
  - Athènes 2004
    -  Médaille d'or en plongeon à 10 mètres
    -  Médaille d'or en plongeon synchronisé à 10 mètres avec Yang Jinghui (en)

  - Séville 2002
    -  Médaille d'or en plongeon à 10 mètres
    -  Médaille d'or en plongeon synchronisé à 10 mètres avec Luo Yutong

  - Sydney 2000
    -  Médaille d'or en plongeon à 10 mètres
    -  Médaille d'or en plongeon synchronisé à 10 mètres avec Huang Qiang (en)

  - Wellington 1999
    -  Médaille d'or en plongeon à 10 mètres
    -  Médaille d'or en plongeon synchronisé à 10 mètres avec Sun Shuwei

  - Atlanta 1995
    -  Médaille d'or en plongeon synchronisé à 10 mètres avec Xiao Hailiang

- Jeux asiatiques
  - Busan 2002
    -  Médaille d'or en plongeon à 10 mètres

  - Bangkok 1998
    -  Médaille d'or en plongeon à 10 mètres

- Universiade
  - Daegu 2003
    -  Médaille d'or en plongeon à 10 mètres
    -  Médaille d'or en plongeon synchronisé à 10 mètres avec Yang Jinghui (en)
    -  Médaille d'or par équipe

  - Pékin 2001
    -  Médaille d'or en plongeon à 10 mètres
    -  Médaille d'or en plongeon synchronisé à 10 mètres avec Hu Jia
    -  Médaille d'or par équipe

## Filmographie
- 2010 : Chut sui fu yung : divinité aquatique
- 2011 : Mei li ren sheng : Fang Zhencong
- 2011 : Xiao Yong Chun
- 2012 : Wang de nüren
- 2013 : Badge of Fury : ex-petit ami de Liu Jinshui
- 2013 : Gong zhu de you huo
- 2014 : Zhao jian
- 2015 : Jiang cuo jiu cuo : Qin Zhaomei (en tant que Leon Tian)